# Teoria da correlação de Orion
- Alnitak sobre a Pirâmide de Quéops
- Alnilam sobre a Pirâmide de Quéfren
- Mintaka sobre a Pirâmide de Miquerinos

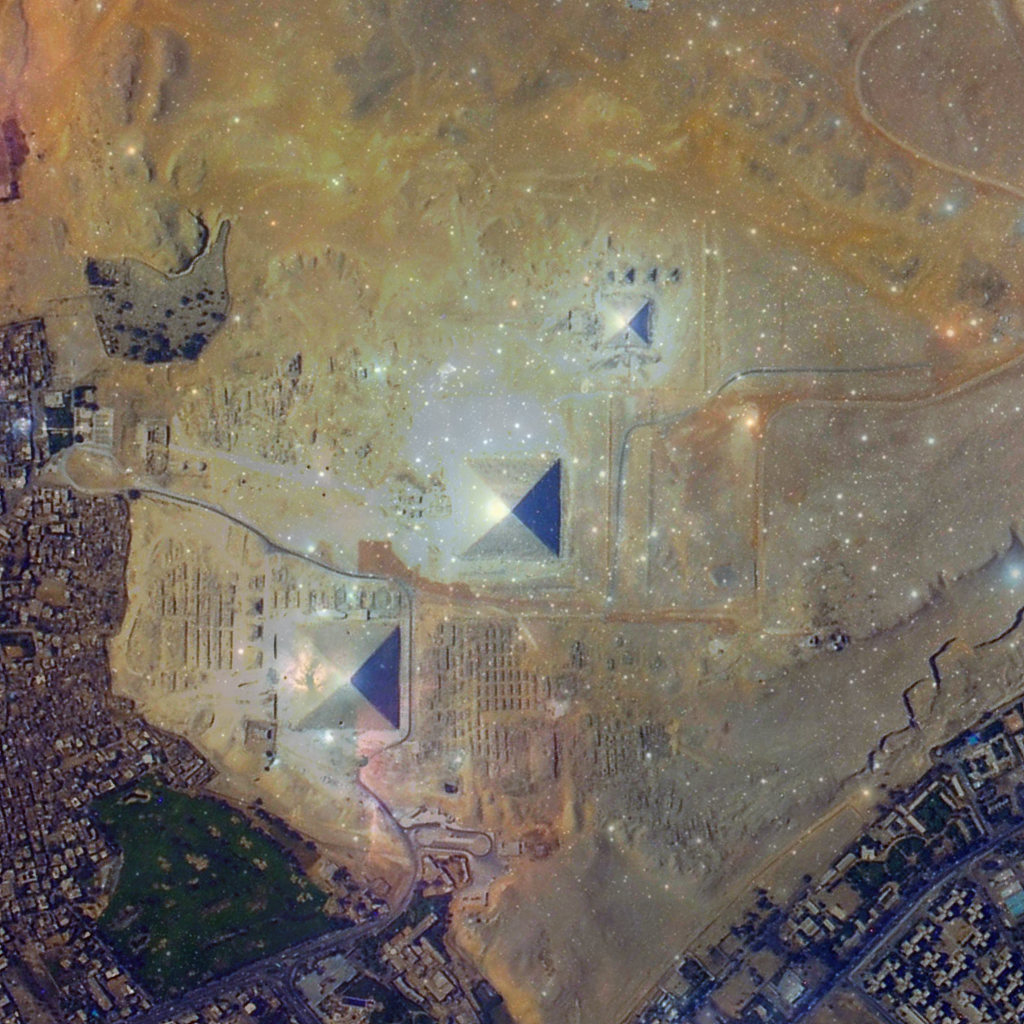
Cinturão de Órion sobreposto ao complexo da pirâmide de Gizé, ilustrando a Teoria da Correlação de Órion. Da esquerda para a direita:
- Alnitak sobre a Pirâmide de Quéops
- Alnilam sobre a Pirâmide de Quéfren
- Mintaka sobre a Pirâmide de Miquerinos

A teoria da Correlação de Orion é uma teoria marginal dentro da egiptologia que tenta explicar o alinhamento do complexo de pirâmides de Gizé.
Essa teoria propõe que exista uma correlação entre a localização das três maiores pirâmides de Gizé e o Cinturão de Orion, parte da constelação de Órion, e que essa correlação foi intencionalmente planejada pelos construtores originais das pirâmides. Na visão dos antigos egípcios, as estrelas de Órion estavam associadas a Osíris, o deus da renovação e da vida após a morte. Dependendo da versão da teoria, outras pirâmides podem ser incluídas para completar a representação da constelação de Órion, e o rio Nilo seria visto como uma correspondência à Via Láctea.
A ideia foi publicada pela primeira vez em 1989, na revista Discussions in Egyptology, volume 13. Em 1994, foi tema do livro The Orion Mystery e também de um documentário da BBC, The Great Pyramid: Gateway to the Stars (fevereiro de 1994). Além disso, essa teoria aparece em alguns livros de espiritualidade e esoterismo.

## Origem
A teoria da correlação de Órion foi proposta por Robert Bauval, que observou que Mintaka, a estrela mais fraca e mais ocidental do Cinturão de Órion, era ligeiramente deslocada em relação às outras. Bauval então fez uma conexão entre o alinhamento das três estrelas principais do Cinturão de Órion e o arranjo das três pirâmides principais do complexo de Gizé. Ele publicou essa ideia em 1989, na revista Discussions in Egyptology, volume 13.
Bauval desenvolveu ainda mais essa teoria em colaboração com autores de obras pseudocientíficas, como Adrian Gilbert (no livro The Orion Mystery, 1994) e Graham Hancock (em Keeper of Genesis, 1996), além de outras publicações individuais desses autores. A ideia central é que as posições relativas das três principais pirâmides do planalto de Gizé foram intencionalmente alinhadas com as posições relativas das três estrelas do Cinturão de Órion, tal como apareciam por volta de 10.000 a.C.
As primeiras ideias sobre o alinhamento das pirâmides de Gizé com Órion afirmam que "...as três pirâmides eram um mapa terrestre das três estrelas do Cinturão de Órion." Posteriormente, essas ideias foram ligadas a especulações sobre a idade da Grande Esfinge. De acordo com essas obras, a Esfinge teria sido construída por volta de 10.500 a.C. (no Paleolítico Superior), e sua forma de leão seria uma referência direta à constelação de Leão. Além disso, a orientação e as disposições da Esfinge, das pirâmides de Gizé e do Rio Nilo, em relação umas às outras, seriam uma representação precisa ou um "mapa" das constelações de Leão, Órion (especificamente o Cinturão de Órion) e da Via Láctea, respectivamente.
Hancock, em The Mars Mystery (1998), coescrito com Bauval, afirmou:
| “ | ...demonstramos com um vasto corpo de evidências que o padrão de estrelas 'congelado' no solo de Gizé, na forma das três pirâmides e da Esfinge, representa a disposição das constelações de Órion e Leão como elas apareceram no momento do nascer do sol no equinócio da primavera, durante a 'Era de Leão' na astronomia (isto é, a época em que o Sol estava 'alinhado' com Leão no equinócio da primavera). Como todas as eras precessionais, essa foi um período de 2.160 anos, geralmente calculado entre 10.970 e 8.810 a.C. | ” |

As referências a datas de cerca de 12.500 anos atrás são significativas para Hancock, já que ele tenta atribuir essa época a uma civilização avançada e agora desaparecida, que ele alega ter existido. Segundo Hancock, essa civilização teria influenciado o desenvolvimento das antigas civilizações conhecidas, através de sua tecnologia avançada. No entanto, a egiptologia e a arqueologia científica mantêm que as evidências disponíveis indicam que as pirâmides de Gizé foram construídas durante a Quarta Dinastia (cerca de 3.000 a.C.), enquanto a data exata da Grande Esfinge ainda é incerta.

## Críticas
Os argumentos apresentados por Hancock, Bauval, Anthony West e outros sobre a importância das correlações propostas foram descritos como uma forma de pseudoarqueologia.
Entre as críticas estão as de dois astrônomos, Ed Krupp, do Observatório Griffith, em Los Angeles, e Tony Fairall, da Universidade da Cidade do Cabo, na África do Sul. Usando equipamentos de planetário, Krupp e Fairall investigaram, de forma independente, o ângulo entre o alinhamento do Cinturão de Órion e o norte durante a era citada por Hancock e Bauval (um ângulo diferente do que observamos hoje ou no terceiro milênio a.C., devido à precessão dos equinócios). Eles descobriram que o ângulo era um pouco diferente da "coincidência perfeita" proposta por Bauval e Hancock na teoria da correlação de Órion. Com base nas medições dos planetários, estimaram um ângulo entre 47 e 50 graus, enquanto as pirâmides formam um ângulo de 38 graus.
Krupp também apontou que a linha ligeiramente curva formada pelas três pirâmides se desviava para o norte, enquanto a pequena "curvatura" do Cinturão de Órion estava inclinada para o sul. Para alinhar as duas, seria necessário virar uma delas de cabeça para baixo. Na verdade, foi isso que aconteceu no livro original de Bauval e Gilbert (The Orion Mystery), que comparava as imagens das pirâmides com as de Órion, sem revelar que o mapa das pirâmides havia sido invertido.
Krupp e Fairall identificaram outros problemas nos argumentos. Eles apontaram que, se a Esfinge fosse realmente uma representação da constelação de Leão, ela deveria estar do lado oposto do Nilo (a "Via Láctea") em relação às pirâmides ("Órion"). Além disso, o equinócio da primavera em cerca de 10.500 a.C. estava em Virgem, e não em Leão. E, por fim, as constelações do Zodíaco se originaram na Mesopotâmia e eram completamente desconhecidas no Egito até o período greco-romano, muito posterior. Ed Krupp repetiu essa crítica da "inversão" no documentário da BBC, Atlantis Reborn (1999).

## Documentários
Dentre os documentários que abordam a teoria da correlação de Orion, destaca-se o Great Pyramid: Gateway to the Stars, realizado pelo diretor Christopher Mann e lançado em 1995. Além dele, pode-se citar ainda a The Great Pyramid Trilogy, nome pelo qual ficou conhecida a trilogia de documentários do diretor Ken Klein. Cada episódio da referida trilogia conta com cerca de 60 minutos de duração. São eles: The Lost Legend of Enoch, Message From the Stars e Gateway to the Galaxy.